# Зелёный Гай (Попельнастовская сельская община)
Зелёный Гай (укр. Зелений Гай)— село в Попельнастовской сельской общине Александрийского района Кировоградской области Украины.
Население по переписи 2001 года составляло 42 человека. Почтовый индекс — 28054. Телефонный код — 5235. Код КОАТУУ — 3520382603.